# WildFly
WildFly, anciennement JBoss Application Server ou JBoss, est un serveur d'applications Java EE Libre écrit en Java, publié sous licence GNU LGPL. Étant écrit en Java, WildFly peut être utilisé sur tout système d'exploitation fournissant une machine virtuelle Java (JVM). Le nom JBoss est aujourd'hui utilisé pour JBoss EAP, produit dérivé WildFly et faisant l'objet d'un support commercial.
Les développeurs du cœur de JBoss ont tous été employés par une société de services appelée « JBoss Inc. ». Celle-ci a été créée par Marc Fleury, concepteur de la première version de JBoss. Le projet est sponsorisé par un réseau mondial de partenaires et utilise un modèle économique fondé sur le service. En avril 2006, Red Hat a racheté JBoss Inc. En février 2007, Marc Fleury quitte le groupe Red Hat.
WildFly implémente entièrement l'ensemble des services Java EE. Il embarque :
- Tomcat : serveur web Tomcat pour exécuter les parties servlets et JSP des applications déployées sur le serveur ;
- JBoss Portal (de) : framework de portail ;
- JBoss Seam (en) : framework web ;
- Hibernate : framework de persistance ;
- jBPM : moteur de workflow ;
- Drools (ou JBoss Rules) : système de gestion de règles métier.

## Origine
En 1999, Marc Fleury démarre un projet libre nommé EJB-OSS (pour Entreprise Java Bean Open Source Software) implémentant l'API EJB de J2EE (Java 2 Enterprise Edition). Sun Microsystems a demandé au projet d’arrêter d'utiliser la marque EJB dans son nom. Le projet fut alors renommé JBOSS, puis plus tard JBoss.

Note : Java Enterprise Edition, ou Java EE est la nouvelle appellation pour J2EE.

## Livres de référence
- JBoss® 4.0 The Official Guide, par Marc Fleury, Scott Stark, Richards Norman -  JBoss, Inc, Sams Publishing,   (ISBN 978-3827323194)
- JBoss AS 5 development, par Francesco Marchioni -  http://www.packtpub.com/jboss-as-5-development/book